# Jeffries Peak
Jeffries Peak är en bergstopp i Antarktis. Den ligger i Västantarktis. Argentina, Chile och Storbritannien gör anspråk på området. Toppen på Jeffries Peak är 486 meter över havet.
Terrängen runt Jeffries Peak är huvudsakligen bergig, men åt nordost är den kuperad. Havet är nära Jeffries Peak åt nordväst. Trakten är obefolkad. Det finns inga samhällen i närheten. 